# 명탐정 코난: 절해의 탐정
《명탐정 코난: 절해의 탐정》(일본어: 名探偵コナン　絶海の探偵（プライベート・アイ）)은 2013년 제작된 일본의 애니메이션 영화이다.
아오야마 고쇼의 『주간 소년 선데이』에 연재된 만화 만화 시리즈 『명탐정 코난』을 원작으로 하여 제작된 동명 TV시리즈 애니메이션의 극장용 애니메이션 영화 시리즈 제17작이다.

## 개요
- 선내를 무대로 한 작품은 9기 " 수평선상의 음모 " 이후 8년만이다. 해상 자위대의 이지스 함에 우연히 있던 코난 일행들이 거대한 음모에 맞선다 .
- 제작에는 일본 방위성 (대한민국 국방부에 해당), 해상 자위대 (대한민국 해군에 해당)가 전면 협력에 나섰다 .
- 작품의 무대가 되는 곳은 교토부, 마이즈루시 이므로 , 교토 부경에서 아야노코지 후미마루이 등장하고 , 또한 오사카 부경에서 핫토리 헤이조 (하평무 청장), 토야마 긴시로 (서원상 반장), 오오타키 고로 (김대용 반장)가 등장한다 .
- 대한민국과 미국과 중국의 경우 이 극장판에서 일본 문화와 관련된 내용과 일제 전범기를 사용하는 해상자위대의 해군기인 욱일기가 포함되어 있고 이번 시리즈는 해군과 이지스함을 대상으로 나와 일본의 군국주의를 미화할 가능성이 높아 대한민국 국민 정서상 이를 대신하여 극장판 9기 - 수평선상의 음모편이 대체 상영되었으며 미국과 중국도 17기랑 마찬가지로 개봉되지 않았다.

## 배경
이지스함을 주 배경으로 하였다.

## 스토리
살해된 자위관 !
이지스함에 스파이 잠입 !
란 (유미란)에게 닥치는 마수 ! 매우 위험한 긴급 미션 ! 타겟은 일본 전토 !
아침 노을의 바다에 떠오르는 , 폭탄을 실은 수수께끼의 수상한 배 . 그 배가 모든 것의 시작이었다. 교토 마이즈루항 . 해상자위대에 의한 , 귀중한 이지스함의 체험 항해가 개시 되고 있었다. 전자무장 된 최첨단 함에서 펼쳐지는 박력 만점의 크루즈를 즐기는 코난과 란 (유미란), 코고로 (유명한), 그리고 소년 탐정단 (어린이 탐정단). 그러나 갑자기 , 굉음이 울려 퍼지고 , 함내에 불쾌한 공기가 감돈다. 이윽고 얼마 지나지 않아 , 왼쪽 팔이 없는 시체가 발견된다 ! 그것도 , 무려 자위대원의 시체였다 ! 거기에는 몇군데 이상한 점이 남겨져 있었다. 수사에 나선 코난은 , 함내에 모국의 스파이 " X " 가 탐승한 것을 알게 된다 ....... 이 항해에는 상상을 훨씬 뛰어넘은 , 일본 전토를 뒤흔드는 거대한 음모가 숨겨져 있었다 .

## 등장 인물

### 주조연 캐릭터
- 에도가와 코난 - 타카야마 미나미 — 코난
- 쿠도 신이치 - 야마구치 캇페이 — 남도일
- 모리 란 - 야마자키 와카나 — 유미란
- 모리 코고로 - 코야마 리키야 — 유명한
- 핫토리 헤이지 - 호리카와 료 — 하인성
- 토야마 카즈하 - 미야무라 유코 — 서가영
- 스즈키 소노코 - 마츠이 나오코 — 정보라
- 아가사 박사 - 오가타 켄이치 — 브라운 박사
- 하이바라 아이 - 하야시바라 메구미 — 홍장미
- 요시다 아유미 - 이와이 유키코 — 한아름
- 츠부라야 미츠히코 - 오오타니 이쿠에 — 박세모
- 코지마 겐타 - 타카기 와타루 — 고뭉치
- 메구레 쥬죠 - 챠후린 — 골롬보 반장
- 시라토리 닌자부로 - 이노우에 카즈히코 — 백동훈 형사
- 타카기 와타루 - 타카기 와타루 — 신형선 형사
- 사토 미와코 - 유야 아츠코 — 오지인 형사
- 치바 형사 - 치바 잇신 — 이명수 형사
- 아야노코지 후미마루 - 오키아유 료타로
- 핫토리 헤이조 - 고야마 다케히로 — 하평무 청장
- 토야마 긴시로 - 오가와 신지 — 서원상 부장
- 오오타키 고로 - 와카모토 노리오 — 김대용 반장

### 극장판 캐릭터
- 후지이 나나미 - 시바사키 코우 ( 특별 출연 )

아이들에게는 밥을 하는 사람이라고 말했지만 사실을 정보보전대 대좌이다 이지스함에서 타카기형사보다 사사우라 대위의 휴대전화를 찾았다 그리고 타케카와를 잡는데 협조를 한다. 그리고 마지막에 코난에게“너의 정체가 뭐니”라고 물어 보았다
- 타테이시 유키오

이지스함 함장이며 사사우라 대위의 사망사건을 모리 탐정에게 의뢰한다. 처음에는 후지이 대좌를 의심하다가 타케카와를 쫓고 있다는걸 알아쳇다.
- 세키구치 마코토

이지스함 경무관이며 타케가와를 잡는데 협조를 한다.
- 사사우라 대위

이지스함의 데이터를 타케카와에게 넘기며 가다가 쿠라타 경비에게 걸려 도주하다 추락사한다. 그리고 이지스함에서는 팔이 발견되었스나 오사카에서는 팔이 잘린 시신이 발견된다.
- 아메미아 유키

이지스함을 체험하는 아이로 x에게 아버지를 죽인다고 협박을 당하지만 마지막에 부모님을 만나다
- 쿠라타 마사이키

와카사 본부 경비과에 소속되어 있으며 타케카와를 잡는데 협조한다. 그러나 새벽에 순찰하다, 사사우라 대위를 추격하다 추락사시켰다.
- 무네자키 츠토무

와카사 본부 형사과에 소속되어 있으며 타케가와를 잡는데 협조한다.
- 타케카와

사사우라 대위에게 이지스함 데이터를 넘겨받은 인물. 쿄토에서 정보보전대에 감시를 받았다 그리고 항구에서 카즈하를 죽이다가 오오타키 경부에게 총상을 입고 검거되었다.
- 스파이x

이지스함 스파이. 유키의 부모를 협박해 유키의 아버지인 척을 하여 이노우에를 기절시키고 란을 물에 빠트린다. 그리고 도주하다가 코난의 활약으로 체포당한다.
- 이노우에 후미타다

이지스함을 홍보하는 홍보관 유키랑 같이 아버지를 찾다가 x에게 기절당한다.

## 주제가
One More Time(ワンモアタイム) - 사이토 카즈요시(斉藤和義)

## 제작 위원회
- 원작 - 아오야마 고쇼
- 감독 - 시즈노 코분
- 각본 - 사쿠라이 다케하루
- 음악 - 오노 카츠오
- 애니메이션 제작 - TMS / V1 Studio
- 제작 - " 명탐정 코난 " 제작위원회 (소학관, 요미우리 TV 방송, 닛폰 TV 방송망, 쇼가쿠칸 슈에이샤 프로덕션, 토호, TMS 엔터테인먼트)